# Xenia crassa
Xenia crassa is een zachte koraalsoort uit de familie Xeniidae. De koraalsoort komt uit het geslacht Xenia. Xenia crassa werd in 1896 voor het eerst wetenschappelijk beschreven door Schenk. 